# Nowotumbaguszewo
Nowotumbaguszewo (ros. Новотумбагушево) – wieś (dieriewnia) w Rosji, w Baszkortostanie, w rejonie szarańskim. W 2010 liczyła 136 mieszkańców, głównie Maryjczyków.